# Ringoltingen (Patrizierfamilie)

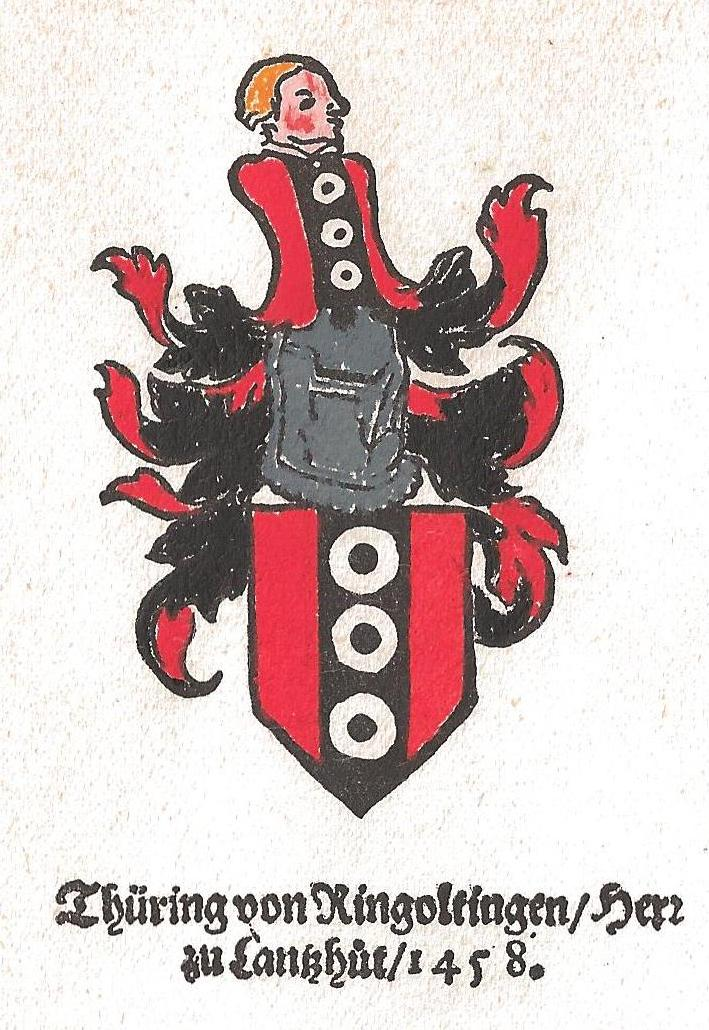
Wappen der Familie von Ringoltingen (1612)

Die Familie von Ringoltingen war eine Berner Patrizierfamilie.

## Geschichte
Die Ursprünge der Familie liegen im 14. Jahrhundert im Simmental, wo sie als Bauern tätig waren. Heinrich Zigerli war ein wohlhabender Käsehändler und wurde 1351 Bürger von Bern. Im 15. Jahrhundert erwarb die Familie einigen Landbesitz, z. B. in Belp, in Muri bei Bern und das Schloss Landshut. Um 1400 begann sich die Familie von Ringoltingen zu nennen. 1439 wurde Rudolf von Ringoltingen Junker und führte ein Wappen. 1483 starb die Familie mit dem Tod von Thüring von Ringoltingen in der männlichen Linie aus.
Im Berner Münster befindet sich das um 1448/58 von Rudolf und Thüring von Ringoltingen gestiftete Dreikönigsfenster.

## Personen
- Heinrich Zigerli († 1367), Burger von Bern 1341
- Heinrich Zigerli der Jüngere († nach 1416), 1387 Grosser Rat Bern
- Rudolf von Ringoltingen (1385–1456), 1409 Grosser Rat Bern, 1435 bis 1455 Kleiner Rat Bern, 1448, 1451 und 1454 Schultheiss von Bern, 1416 bis 1454 Gesandter
- Thüring von Ringoltingen (1415–1483), 1467 Schultheiss Bern, Übersetzung des Romans Melusine
- Antonia von Ringoltingen († 1487), Heirat mit Ludwig von Diesbach